# Mikomeseng

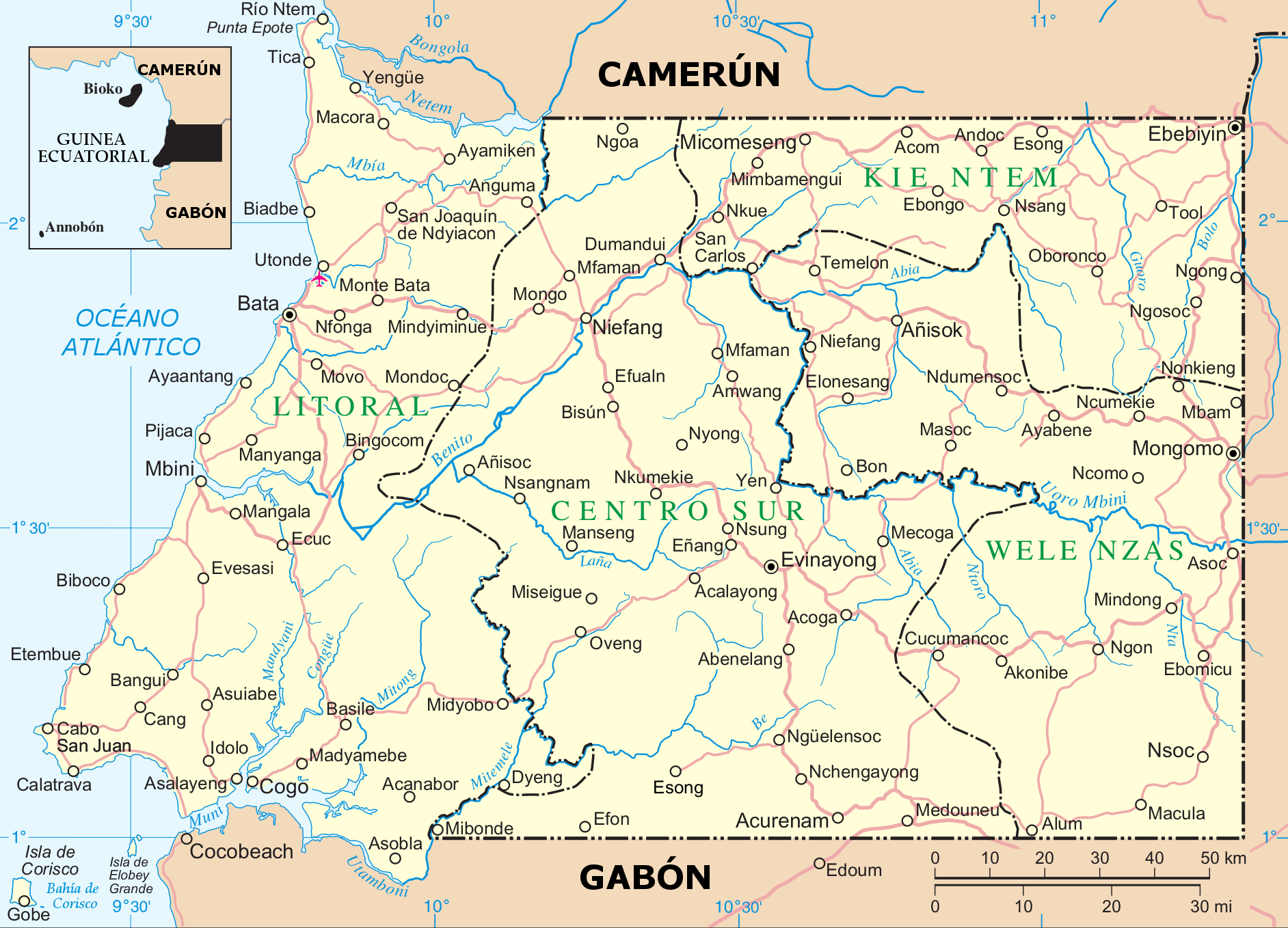
Kaart van Equatoriaal-Guinea.

Mikomeseng (of Micomeseng) is een stad in Equatoriaal-Guinea die ligt in het noordoosten van het land. Ze ligt in de provincie Kié-Ntem, vijf kilometer verwijderd van Kameroen. De stad telt 5813 inwoners (census van 2005). Het is 96 kilometer verwijderd van de stad Ebebiyín en 61 kilometer van Niefang vandaan. De stad ligt 524 meter boven zeeniveau.
De stad leeft van het verbouwen van koffie en cacao.
Ook is er in de stad een leprozenhuis. Wegens talrijke experimenten heeft dit gebouw bijgedragen aan de vermindering van lepra in deze regio.

## Omgeving
In het noorden van Mikomeseng is het terrein vlak, maar in het zuiden is het wat heuvelachtiger. In het zuiden ligt het Reserva Natural del Monte Temelón, een natuurgebied. Het hoogste punt in de omgeving ligt 598 meter boven de zeespiegel, wat 1 kilometer van de stad ligt. Rond Mikomeseng is het vrij dunbevolkt, met zo'n 26 inwoners per vierkante kilometer. Er zijn feitelijk geen andere gemeenschappen in de buurt. In de omgeving van Mikomeseng groeit voornamelijk groenblijvend loofbos.

## Klimaat
In het gebied is er een tropisch moessonklimaat. De gemiddelde jaarlijkse temperatuur is rond de 20 °C. In april is het hier het warmst, meestal is het dan 22 °C. De koudste maand is augustus, met temperaturen rond de 18 °C. De gemiddelde neerslag per jaar is 1998 millimeter. De natste maand is oktober, met een gemiddelde van 369 mm neerslag. De droogste maand is juli, met 15 mm neerslag.